# Шафоростов Роман Сергійович
Роман Сергійович Шафоростов (нар. 19 травня 1997, Харків, Україна) — український футболіст, захисник.

## Клубна кар'єра

### Юнацький та аматорський рівень
Вихованець харківської футбольної школи. У чемпіонаті України (ДЮФЛ) виступав за «УФК – Олімпік» (Харків) та ХТЗ (Харків) — 52 матчі, 2 голи. Грав за аматорські колективи «Сила» (Дергачі) та «Квадро» (Первомайський). 
За колектив із первомайська в сезоні 2016/17 виступав у чемпіонаті України серед аматорів та чемпіонаті Харківської області сезон 2017, де загалом провів 11 матчів та відзначився одним забитим голом.

### Професіональний рівень
У зимово-весняне міжсезоння 2017 року перебував в складі вінницької «Ниви», але трансфер не відбувся в зв’язку з проблемами із документацією, а саме попередній клуб (команда із Чехії) не надав своєчасно трансферний сертифікат. 
На початку серпня того ж року підписав контракт з чернівецькою «Буковиною». Дебютував за «Буковину» 9 серпня в матчі чемпіонату другої ліги України проти ФК «Агробізнеса», у тому ж матчі відзначився дебютним голом. У зимове міжсезоння зазнав травми, яка призвела до тривалого лікування та реабілітації. Влітку 2018 року за обопільною згодою сторін розірвав контракт з чернівецьким клубом.